# تداول مفتعل
التداول المفتعل  هو شكل من أشكال التلاعب بالسوق حيث يقوم طرف ما ببيع وشراء نفس الأدوات المالية في نفس الوقت، مما يخلق انطباعًا مزيفًا يوحي بنشاط السوق، دون تكبد مخاطر السوق أو تغيير مركز الطرف في السوق. تم اعتبار التداول المفتعل ممارسة غير قانونية في معظم الولايات القضائية. على سبيل المثال، سنت الولايات المتحدة قانون تبادل السلع (CEA) في عام ١٩٣٦  لحظر التداول المفتعل. للامتثال لهذه القوانين، نفذت معظم أسواق الأوراق المالية الخاضعة للتنظيم تدابيرًا وقائية، مثل وظيفة منع التجارة الذاتية (STPF) في بورصة إنتركونتيننتال (ICE).  ومع ذلك، في بعض الأسواق الناشئة غير الخاضعة للتنظيم، مثل العملات المشفرة،  تعد هذه الممارسة شائعة.
يشارك العديد من العاملين في القطاع المالي في التداول المفتعل لعدة أسباب. تتضمن بعض الأمثلة ما يلي:
- تضخيم ونفخ حجم التداول بشكل مصطنع لخلق الانطباع بأن الأداة المالية مطلوبة أكثر مما هي عليه في الواقع. [6]
- دفع أسعار الأصول للارتفاع بشكل احتيالي عن طريق اختلاق تاريخ من التداولات مع زيادة الأسعار، لا سيما في الأصول غير السائلة. [7]
- استحداث رسوم عمولة للوسطاء كتعويض عن خدمات لا يمكن دفع ثمنها علنًا، كما توضح تورط بعض المشاركين في فضيحة ليبور . [8]
- زيادة حجم التداول لخلق مظهر الشعبية لمنصة تداول ما بغرض جذب العملاء.

تشمل العديد من ممارسات التداول المفتعل السائدة ما يلي:
- الانخراط في التداول الذاتي عن طريق وضع طلبات الشراء ثم ملؤها (أو شراؤها) لاحقًا، وهو أمر فعال بشكل خاص في الأصول منخفضة السيولة مثل أسواق الرموز غير القابلة للاستبدال (إنفتي).
- استخدام حسابات متعددة وتزييف التداولات ما بينها لتبدوا على أنها تداولات بين أطراف مختلفة.
- استخدام خوارزميات التداول المؤتمت من أجل التنفيذ السريع والواسع النطاق لعمليات التداول المفتعل، أو مزج هذه الأنشطة مع استراتيجيات صنع السوق . [4]
- تزور منصات التداول سجلات التداول في قاعدة بيانات سجل التداول الخاصة بها.